# Coupe de France 1963/64
Der Wettbewerb um die Coupe de France in der Saison 1963/64 war die 47. Ausspielung des französischen Fußballpokals für Männermannschaften. In diesem Jahr meldeten 1.203 Vereine.
Titelverteidiger war die AS Monaco, die in diesem Jahr aber schon in der zweiten landesweiten Runde ausschied. Gewinner der Trophäe wurde Olympique Lyon. Dies war der erste Pokalsieg für den Verein, nachdem Olympique im Vorjahr erstmals das Finale erreicht hatte. Endspielgegner Girondins Bordeaux hingegen stand bereits zum fünften Mal dicht vor dem Titelgewinn, aber außer 1941 hatte es bis dahin stets das Nachsehen.
Für unterklassige Mannschaften war der Kampf um die Coupe relativ früh beendet: als einziger Zweitdivisionär erreichte Red Star OA das Viertelfinale, nachdem die Elf aus Saint-Ouen in der Runde der besten 16 Teilnehmer mit den viertklassigen Pierrots Strasbourg den letzten Amateurvertreter ausgeschaltet hatten.
Nach den von den regionalen Untergliederungen des Landesverbands FFF organisierten Qualifikationsrunden griffen ab der Runde der letzten 64 Mannschaften auch die 18 Erstligisten in den Wettbewerb ein. Die Pokalpaarungen wurden im Zweiunddreißigstelfinale anhand einer groben regionalen Vierteilung des großflächigen Landes, ab dann für jede Runde frei ausgelost und fanden grundsätzlich auf neutralem Platz statt; die Einnahmen wurden geteilt. Endete eine Begegnung nach Verlängerung unentschieden, wurden solange Wiederholungsspiele ausgetragen, bis ein Sieger feststand. So bestritt der Fünftdivisionär Racing Agathois aus Agde in Zweiunddreißigstel- und Sechzehntelfinale sieben Spiele, davon fünf über jeweils 120 Minuten, stand also insgesamt 13 (statt der üblichen drei) Stunden auf dem Rasen.

## Zweiunddreißigstelfinale
Spiele am 12., Wiederholungsmatches zwischen 16. und 26. Januar 1964. Die Vereine der beiden professionellen Ligen sind mit D1 bzw. D2 bezeichnet, diejenigen der landesweiten Amateurspielklasse mit CFA, die höchsten regionalen Amateurligen als DH bzw. PH („Division d’Honneur“ bzw. „Promotion d’Honneur“).
| - RC Lens D1 – CO Roubaix-Tourcoing PH 1:1 n. V., 1:0 - UA Sedan-Torcy D1 – US Boulogne D2 3:1 n. V. - CA Montreuil CFA – AS Libourne DH 5:1 - FC Mulhouse CFA – US Blanzy-Montceau DH 3:1 - FC Nantes D1 – Stade Camblanais DH 7:0 - Racing Paris D1 – Racing Calais CFA 2:1 - Stade Reims D1 – Stade Français Paris D1 4:2 - FC Rouen D1 – CA Vitry DH 2:0 - AS Aix D2 – Olympique Marseille D2 3:1 n. V. - Red Star OA D2 – Stade Rennes UC D1 4:2 - FC Nancy D2 – AC Cambrai DH 2:1 - FC Sochaux D2 – FC Grenoble D2 3:2 n. V. - Pierrots Strasbourg DH – Talange PH 5:2 - RC Strasbourg D1 – RCFC Besançon D2 2:0 - Sporting Toulon D2 – AS Cannes D2 1:1 n. V., 4:1 - US Valenciennes D1 – US Quevilly CFA 1:0 | - AS Monaco D1 – SA Thiers CFA 2:1 n. V. - AS Saint-Étienne D1 – Stade Saint-Germain CFA 2:0 - SO Cholet DH – Jeunesse Villenave DH 5:0 - FC Metz D2 – AC Chaumont CFA 3:0 - Olympique Lyon D1 – Olympique Nîmes D1 2:1 - OSC Lille D2 – AS Aulnoye CFA 1:1 n. V., 1:0 - OGC Nizza D1 – Gazélec FCO Ajaccio CFA 4:2 - US Forbach D2 – Arago Sports Orléans CFA 2:0 - SCO Angers D1 – AAJ Blois CFA 2:0 - AS Cherbourg D2 – Le Havre AC D2 1:1 n. V., 2:1 - LB Châteauroux CFA – Stade Morlaix PH 6:1 - AS Bagneaux-Nemours CFA – Stade Béthune PH 2:1 - Girondins Bordeaux D1 – FC Toulouse D1 2:1 - AS Béziers D2 – FC Annecy CFA 2:1 - RC Agathois Agde PH – ES Bagnols-Marcoule DH 0:0 n. V., 2:2 n. V., 3:0 - US Albi CFA – FC Martigues PH 2:1 |

## Sechzehntelfinale
Spiele am 9., Wiederholungsmatches zwischen 13. und 29. Februar 1964
| - RC Lens D1 – SCO Angers D1 1:1 n. V., 2:1 - FC Nantes D1 – UA Sedan-Torcy D1 1:0 - Racing Paris D1 – AS Aix D2 1:0 - Stade Reims D1 – OSC Lille D2 3:3 n. V., 2:1 - FC Rouen D1 – AS Béziers D2 0:0 n. V., 1:0 - Red Star OA D2 – LB Châteauroux CFA 1:1 n. V., 3:1 - FC Nancy D2 – FC Mulhouse CFA 2:1 - FC Sochaux D2 – AS Monaco D1 2:1 | - Pierrots Strasbourg DH – RC Agathois Agde PH 1:1 n. V., 1:1 n. V., 2:1 - RC Strasbourg D1 – AS Bagneaux-Nemours CFA 3:0 - Sporting Toulon D2 – SO Cholet DH 2:1 n. V. - US Valenciennes D1 – AS Saint-Étienne D1 2:1 n. V. - Olympique Lyon D1 – US Forbach D2 2:0 - OGC Nizza D1 – CA Montreuil CFA 2:1 n. V. - AS Cherbourg D2 – US Albi CFA 0:0 n. V., 1:0 - Girondins Bordeaux D1 – FC Metz D2 4:0 |

## Achtelfinale
Spiele am 1. bzw. 7. März 1964
| - RC Lens D1 – FC Sochaux D2 4:2 n. V. - FC Nantes D1 – RC Strasbourg D1 1:0 - FC Rouen D1 – Racing Paris D1 2:1 - US Valenciennes D1 – FC Nancy D2 2:0 | - Olympique Lyon D1 – AS Cherbourg D2 3:0 - OGC Nizza D1 – Stade Reims D1 1:0 - Girondins Bordeaux D1 – Sporting Toulon D2 1:0 - Pierrots Strasbourg DH – Red Star OA D2 0:1 n. V. |

## Viertelfinale
Spiele am 22. März 1964
| - FC Nantes D1 – OGC Nizza D1 4:1 - US Valenciennes D1 – FC Rouen D1 1:0 | - Olympique Lyon D1 – RC Lens D1 2:1 - Girondins Bordeaux D1 – Red Star OA D2 2:0 |

## Halbfinale
Spiele am 17. bzw. 19. April 1964
| - Olympique Lyon D1 – US Valenciennes D1 2:0 | - Girondins Bordeaux D1 – FC Nantes D1 2:0 |

## Finale
Spiel am 10. Mai 1964 im Stade Olympique Yves-du-Manoir in Colombes vor 32.777 Zuschauern
- Olympique Lyon – Girondins Bordeaux 2:0 (2:0)

### Mannschaftsaufstellungen
Auswechslungen waren damals nicht möglich.
Olympique Lyon: Marcel Aubour – Jean Djorkaeff, Thadée Polak, Aimé Mignot  – Lucien Degeorges, Marcel Leborgne – Jean Dumas, Fleury Di Nallo, Nestor Combin, Guy Hatchi, Angel Rambert
Trainer : Lucien Jasseron
Girondins Bordeaux: Jean-Claude Ranouilh – Gilbert Moevi, Claude Rey, André Chorda – Francisco Navarro, Guy Calléja – Karounga Keita, Héctor De Bourgoing, Aimé Gori, Gabriel Abossolo, Laurent Robuschi 
Trainer : Salvador Artigas
Schiedsrichter: Henri Faucheux (Blois)

### Tore
1:0 Combin (12.)

2:0 Combin (26.)

## Besondere Vorkommnisse
In dieser Saison wurden erstmals in Frankreich einzelne Pokalspiele bei Flutlicht ausgetragen.
Nach dem endgültig letzten Abpfiff des siebeneinhalbstündigen Sechzehntelfinal-Marathons zwischen den Pierrots Strasbourg und dem RC Agathois Agde kam es unter Spielern, Funktionären und Fans beider Teams zu einer Massenschlägerei, die einen Großeinsatz der Polizei auf dem Rasen und in den Umkleidekabinen des Stade Bauer von Saint-Ouen erforderlich machte.